# フレンズ (第7シーズン)
デヴィッド・クレーンとマルタ・カウフマン発案によるアメリカ合衆国のシットコム『フレンズ』の第7シーズンは、2000年10月12日にNBCで放送が始まった。『フレンズ』はブライト/カウフマン/クレーン・プロダクションズによりワーナー・ブラザース・テレビジョンの協力の下で製作された。第7シーズンは全24話構成であり、2001年5月17日に最終回を迎えた。

## キャストとキャラクター
| - レイチェル・グリーン - ジェニファー・アニストン - モニカ・ゲラー - コートニー・コックス - フィービー・ブッフェ - リサ・クドロー - ジョーイ・トリビアーニ - マット・ルブランク - チャンドラー・ビング - マシュー・ペリー - ロス・ゲラー - デヴィッド・シュワイマー | - ジャック・ゲラー - エリオット・グールド - ジュディ・ゲラー - クリスティナ・ピックルズ - タグ・ジョーンズ - エディ・ケイヒル - チャールズ・ビング - キャスリーン・ターナー - ノラ・ビング - モーガン・フェアチャイルド - ガンター - ジェームズ・マイケル・タイラー - ジャニス・リットマン - マギー・フィーラー - ベン・ゲラー - コール・スプラウス | - デヴィッド - ハンク・アザリア - セシリア・モンロー - スーザン・サランドン - ダイナ - エヴァ・アムリ - キャシー・ゲラー - デニス・リチャーズ - メリッサ・ウォーバートン - ウィノナ・ライダー - エステル・レナード - ジューン・ゲイブル - クリスティン・ラング - ガブリエル・ユニオン - アール - ジェイソン・アレクサンダー - リチャード・クロスビー - ゲイリー・オールドマン - カイル - デヴィッド・サトクリフ - ジュリー - ステイシー・ガリーナ - エリン - クリスティン・デイヴィス - ジェシカ・アシュリー - アリソン・スウィーニー |

## エピソード
| 通算 話数 | シーズン 話数 | タイトル                                                                    | 監督                                             | 脚本                                                                                                  | 放送日         | 製作 番号    | US視聴者数 (百万人) |
| --- | ------------- | --------------------------------------------------------------------------- | ------------------------------------------------ | --- | -------------- | ------------ | ------------------- |
| 147 | 1             | "チャンドラーのプロポーズ・・・その後" "The One with Monica's Thunder"      | ケヴィン・S・ブライト                            | 原案: ウィル・カルフーン 脚本: デヴィッド・クレーン & マルタ・カウフマン                              | 2000年10月12日 | 226401       | 25.54               |
| 一同はモニカとチャンドラーの婚約を祝う準備を始める。しかしモニカが廊下でレイチェルとロスがキスをしているのを見てよりを戻したと思い込むと、彼女は話題の主役をさらったとしてレイチェルを非難する。ロスとレイチェルは「ボーナス・ナイト」を考える。チャンドラーは不能問題を抱え、ジョーイは19歳の役のオークションを受け、フィービーは結婚式での演奏を売り込む。 |               |                                                                             |                                                  | |                |              |                     |
| 148 | 2             | "モニカの結婚式プラン" "The One with Rachel's Book"                         | マイケル・レンベック                             | アンドリュー・ライヒ & テッド・コーエン                                                               | 2000年10月12日 | 226402       | 27.93               |
| モニカは両親が彼女の結婚式の資金を使い切っていたことを知るが、チャンドラーには充分な蓄えがあることをわかって元気を取り戻す。しかしチャンドラーは将来のための節約を考えており、全財産を結婚式につぎ込むのには反対する。ジョーイはレイチェルが読んでいる官能小説を発見し、彼女をからかう。フィービーは一時的にロスのアパートに引っ越し、マッサージの客が来るが、彼女の留守中にロスは付き添いの女性に目がくらんで自分で老人をマッサージしてしまう。 |               |                                                                             |                                                  | |                |              |                     |
| 149 | 3             | "秘伝のクッキー・レシピ" "The One with Phoebe's Cookies"                    | ゲイリー・ハルヴォーソン                         | シェリー・ビルシング & エレン・プラマー                                                               | 2000年10月19日 | 226405       | 22.70               |
| フィービーはモニカに祖母の秘密のクッキーのレシピを与えようとするが、それは火事で失われていたので2人は実験してそれを再現しようとする。だが実はそれはネスレ・トールハウスのクッキーであったことが判明する。レイチェルはジョーイにボートの操縦法を教えようとして厳しい態度を取ってしまい、自分が父親に似てしまったことに気付く。チャンドラーは新しい眼鏡をつけてサウナ室にハイルが、誤って裸のジャック・ゲラーの膝の上に座ってしまう。 |               |                                                                             |                                                  | |                |              |                     |
| 150 | 4             | "レイチェルのアシスタント" "The One with Rachel's Assistant"                | デヴィッド・シュワイマー                         | ブライアン・ボイル                                                                                    | 2000年10月26日 | 226403       | 22.66               |
| レイチェルは助手を採用しようとするが、好みの若者のタグと経験豊富で有資格者の女性のどちらかで悩む。ジョーイは『愛の病院日誌』に彼の死んだキャラクターのドクター・ドレーク・ラモレーの双子の兄弟のドクター・ストライカー・ラモレー役でオファーされるが、オーディションをすることがわかると腹を立てる。だが『マック&チーズ』の打ち切りが決定するとジョーイはプロデューサーに謝りに行く。モニカ、チャンドラー、ロスは互いの秘密を暴露し合って喧嘩になる。 |               |                                                                             |                                                  | |                |              |                     |
| 151 | 5             | "素敵な婚約写真?" "The One with the Engagement Picture"                     | ゲイリー・ハルヴォーソン                         | 原案: アール・デイビス 脚本: パティ・リン                                                             | 2000年11月2日  | 226404       | 24.43               |
| チャンドラーは写真撮影が苦手なことが判明する。ジョーイはタグにナンパ術を伝授し、レイチェルを悩ませる。ロスとフィービーは離婚協議中のカップルとそれぞれデートする。 |               |                                                                             |                                                  | |                |              |                     |
| 152 | 6             | "ブライドメイドはゆずれない!" "The One with the Nap Partners"               | ゲイリー・ハルヴォーソン                         | ブライアン・バックナー & セバスチャン・ジョーンズ                                                     | 2000年11月9日  | 226406       | 22.01               |
| ジョーイとロスは偶然うたた寝してしまって焦るが、それが心地よかったことに気付く。フィービーとレイチェルはモニカの付き添い役を巡って争う。チャンドラーは過去に太ったガールフレンドを振った件についてモニカから咎められる。 |               |                                                                             |                                                  | |                |              |                     |
| 153 | 7             | "SEX AND THE ジョーイ" "The One with Ross's Library Book"                   | デヴィッド・シュワイマー                         | スコット・シルヴェリ                                                                                  | 2000年11月16日 | 226410       | 23.73               |
| ロスは自分の論文が学校の図書館にあることを喜ぶが、そこが不人気書物の集まる棚であったが故にカップルのデートスポットになってしまっていることを知る。レイチェルとフィービーはジョーイの新しいガールフレンド（クリスティン・デイヴィス）と仲良くなり、彼女と真剣に付き合うように彼に勧める。ジャニスがチャンドラーとモニカが結婚することを知って式に参加すると言い出すと、彼らは何とかして断ろうとする。 |               |                                                                             |                                                  | |                |              |                     |
| 154 | 8             | "感謝祭の1日" "The One Where Chandler Doesn't Like Dogs"                    | ケヴィン・S・ブライト                            | パティ・リン                                                                                          | 2000年11月23日 | 226407       | 16.57               |
| フィービーがアパートに犬を連れ込むと、チャンドラーは犬嫌いであることを明かす。ロスは感謝祭のディナーを賭けてアメリカの50州全ての挙げるゲームに挑む。ガールフレンドと別れたタグが感謝祭に現れ、レイチェルは彼に気持ちを伝えるべきかを悩む。 |               |                                                                             |                                                  | |                |              |                     |
| 155 | 9             | "フィービー夢の自転車" "The One with All the Candy"                         | デヴィッド・シュワイマー                         | ウィル・カルフーン                                                                                    | 2000年12月7日  | 226408       | 21.08               |
| モニカは隣人たちと親密になるためにキャンディを配るが、それは裏目に出てしまう。フィービーはロスから自転車をプレゼントされるが、乗ることが出来ない。レイチェルとタグの関係はラルフ・ローレンの上司に見つかってしまう。 |               |                                                                             |                                                  | |                |              |                     |
| 156 | 10            | "アルマジロ・クリスマス" "The One with the Holiday Armadillo"               | ゲイリー・ハルヴォーソン                         | グレゴリー・S・マリンズ                                                                               | 2000年12月14日 | 226409       | 23.26               |
| ロスはベンにハヌカーを教えようとするが、彼は普段通りのクリスマスを望む。ロスは「ホリデー・アルマジロ」に扮してベンを楽しませようとする。フィービーのアパートの修理が終わったが、彼女はレイチェルがジョーイとの暮らし選ぶことを恐れる。フィービーはジョーイにドラムセットとクモを贈ってレイチェルを追い出そうとするが、ドラムの騒音はモニカに悩ませ、クモはジョーイを怖がらせてしまう。 - このエピソードは2019年に『ヘラルド・ディスパッチ』紙の歴代最高のクリスマス・テレビエピソードで3位となった。 |               |                                                                             |                                                  | |                |              |                     |
| 157 | 11            | "魅惑のチーズケーキ" "The One with All the Cheesecakes"                     | ゲイリー・ハルヴォーソン                         | シャナ・ゴールドバーグ＝ミーハン                                                                      | 2001年1月4日   | 226412       | 24.37               |
| レイチェルとチャンドラーは間違って届いたチーズケーキに夢中になる。フィービーの遠距離恋愛中の科学者のデヴッド（ハンク・アザリア）が1晩だけ帰国するが、彼女は既にジョーイと夕食をとる約束を交わしていたために焦る。モニカの幼なじみで従姉妹のフラニーが結婚するが、式に彼女は招待されない。モニカは強引に出席するが、フラニーの夫はかつて関係を持ったことのあるスチュアートであることが判明する。 |               |                                                                             |                                                  | |                |              |                     |
| 158 | 12            | "オールナイトは大騒ぎ" "The One Where They're Up All Night"                 | ケヴィン・S・ブライト                            | ザカリー・ローゼンブラット                                                                            | 2001年1月11日  | 226413       | 22.86               |
| 一同は屋上で彗星を見ようとした後、眠らない夜を過ごす。部屋に戻ったモニカとチャンドラーは寝ることが出来ず、レイチェルとタグは仕事の書類を探し、屋上に閉じ込められたジョーイとロスは脱出を試み、フィービーは火災報知器の警報を止められずに消防士が来る騒動を起こす。 |               |                                                                             |                                                  | |                |              |                     |
| 159 | 13            | "愛されてるのはどっち?" "The One Where Rosita Dies"                         | スティーヴン・プライム                           | 原案: シェリー・ビルシング & エレン・プラマー 脚本: ブライアン・バックナー & セバスチャン・ジョーンズ | 2001年2月1日   | 226415       | 22.24               |
| レイチェルはジョーイのリクライニングチェアの「ロジータ」を壊したために代わりに高級品のレージーボーイ・イークライナー3000を購入する。一方でチャンドラーは自分がロジータを壊してしまったと勘違いしたために自分のものとこっそり入れ替える。ジョーイはロジータが自力で治ったと思って喜ぶが、レイチェルのものとなったレージーボーイをうらやましがり、今度は自分でわざとロジータを壊す。一方でモニカとロスは実家が売りに出されることを知ったために急遽戻る。しかしながら車庫の水漏れの際に父がポルシェを守るためにモニカの子供時代の思い出の品が入った箱をバリケードに使って水浸しにしてしまったことが明らかとなる。フィービーはトナーを販売する電話営業の仕事に就き、アールという男性（ジェイソン・アレクサンダー）を自殺から救おうとする。 |               |                                                                             |                                                  | |                |              |                     |
| 160 | 14            | "30歳のバースディ" "The One Where They All Turn Thirty"                     | ベン・ウェイス                                   | 原案: ヴァネッサ・マッカーシー 脚本: エレン・プラマー & シェリー・ビルシング                          | 2001年2月8日   | 226411       | 22.40               |
| 30歳の誕生日を迎えたレイチェルは憂鬱になり、他の友人たちもその歳になった時の行動を回想する。レイチェルはタグが若すぎて未熟あることを察した後、彼と別れることにする。 備考: 第3シーズン第10話「レイチェルのトラバーユ」は1996年12月の設定であり、このエピソード中のチャンドラーの発言によるとレイチェルは28歳であり、これに従うと2001年初頭となるこのエピソード中の彼女は33歳となるはずである。また以前（第4及び第5シーズン）の発言ではレイチェルは冬季ではなく5月5日生まれとされていた。 |               |                                                                             |                                                  | |                |              |                     |
| 161 | 15            | "ジョーイの脳は大女優?" "The One with Joey's New Brain"                     | ケヴィン・S・ブライト                            | 原案: シェリー・ビルシング & エレン・プラマー 脚本: アンドリュー・ライヒ & テッド・コーエン           | 2001年2月15日  | 226416       | 21.75               |
| ジョーイが『愛の病院日誌』で演じるキャラクターは別のキャラクターの脳が彼の身体に移植されるという展開を迎えることとなり、彼はそれを演じる女優のセシリア・モンロー（スーザン・サランドン）に話してしまう。ジョーイとセシリアは彼の魅力を生かしつつキャラクターを遺産を維持し、その過程でベッドインもする。ロスは結婚式の特別なサプライズとして下手くそなバグパイプの演奏を計画する。フィービーとレイチェルは「デジタル時代のおとぎ話」を始めるために電話の落とし主を巡って争う。その後、電話の主が彼女らの想像よりも年配の紳士であることが判明すると、フィービーは喜んで彼と夕食に行く。 備考: マット・ルブランクはスーザン・サランドンとの共演について緊張していた。また同様にティム・ロビンスがスタジオ収録に現れたためにケヴィン・S・ブライトは演出に慎重になった。                                                                                                  |               |                                                                             |                                                  | |                |              |                     |
| 162 | 16            | "ロンドンの夜の真実" "The One with the Truth About London"                  | デヴィッド・シュワイマー                         | 原案: ブライアン・バックナー & セバスチャン・ジョーンズ 脚本: ザカリー・ローゼンブラット              | 2001年2月22日  | 226417       | 21.22               |
| レイチェルはベンにロスを怒らせるための実践的なジョークを教える。チャンドラーはモニカが彼と初めて寝た夜に実は当初はジョーイを狙っていたことを知って嫉妬に駆られる。ジョーイはモニカとチャンドラーの結婚式で司祭を務めるためにインターネットを使ってその資格を取得する。 |               |                                                                             |                                                  | |                |              |                     |
| 163 | 17            | "理想のウエディングドレス" "The One with the Cheap Wedding Dress"           | ケヴィン・S・ブライト                            | 原案: ブライアン・バックナー & セバスチャン・ジョーンズ 脚本: アンドリュー・ライヒ & テッド・コーエン | 2001年3月15日  | 226414       | 20.84               |
| モニカはウエディングドレスを巡って他の花嫁と争い、奪い取る。ところがその花嫁はチャンドラーが結婚式で起用を構想していたバンドを予約してしまい、それと引き換えにドレスをモニカに要求する。ジョーイとロスは女の子（ガブリエル・ユニオン）を巡って争い、互いを徹底的に罵倒し合う。 |               |                                                                             |                                                  | |                |              |                     |
| 164 | 18            | "ジョーイの授賞式" "The One with Joey's Award"                              | ゲイリー・ハルヴォーソン                         | 原案: シェリー・ビルシング & エレン・プラマー 脚本: ブライアン・ボイル                                | 2001年3月29日  | 226418       | 17.81               |
| ジョーイは「ソーピー賞」にノミネートされるが敗れ、非常に悔しがる。しかし共演者の代理で別の賞のトロフィーを受け取ると、彼はそれを渡したくないと言い出す。ロスの教え子である男子生徒が彼を愛しているために成績を落としてしまったのだと主張する。だが別の学生の証言により、彼は同じやり口で他の教授も騙して点数を上げていることが判明する。 |               |                                                                             |                                                  | |                |              |                     |
| 165 | 19            | "いとこはボンド・ガール" "The One with Ross and Monica's Cousin"            | ゲイリー・ハルヴォーソン                         | アンドリュー・ライヒ & テッド・コーエン                                                               | 2001年4月19日  | 226421       | 16.55               |
| ロスとモニカの魅力的な従姉妹のキャシー（デニス・リチャーズ）が現れ、チャンドラー、ロス、フィービーは彼女に惹かれる。レイチェルとフィービーは急遽モニカのブライダルシャワーを開くことになる。ジョーイはオーディションで完璧な評価を得るが、監督は割礼をしていない俳優を求めていたためにそうではないジョーイは嘘をつく。モニカはジョーイのペニスをごまかすために様々な方法を試みる。 備考: ジョーイが非割礼者の役のオーディションを受けるというサブプロットは当初は「元カレの結婚式で・・・」のために書かれていたが、当時の放送局の検閲者が不適切としたために変更された。 |               |                                                                             |                                                  | |                |              |                     |
| 166 | 20            | "レイチェルとウィノナ・ライダーの秘密" "The One with Rachel's Big Kiss"     | ゲイリー・ハルヴォーソン                         | スコット・シルヴェリ & シャナ・ゴールドバーグ＝ミーハン                                               | 2001年4月26日  | 226419       | 16.30               |
| レイチェルは大学時代の友人のメリッサ（ウィノナ・ライダー）と再会し、酔って彼女とキスをした思い出を語る。しかしながらメリッサから否定されるとフィービーはその話が嘘であると言い出す。チャンドラーはピアース・ブロスナンがジェームズ・ボンドを演じた時と同じタキシードをレンタルできたことで興奮するが、ロスが『バットマン フォーエヴァー』のヴァル・キルマーのものを選ぶと彼は苛立ち始める。 |               |                                                                             |                                                  | |                |              |                     |
| 167 | 21            | "思い出は美しすぎて!?" "The One with the Vows"                              | ゲイリー・ハルヴォーソン                         | ドティ・エイブラムス                                                                                  | 2001年5月3日   | 226424       | 15.65               |
| チャンドラーとモニカは結婚式の宣誓文を書くのに苦労する。一同はモニカとチャンドラーのこれまでの関係を振り返る。 備考: シリーズで最も視聴率が低いエピソードであり、視聴者数は1565万人であった。 |               |                                                                             |                                                  | |                |              |                     |
| 168 | 22            | "パパはキャスリーン・ターナー" "The One with Chandler's Dad"                | ケヴィン・S・ブライト & ゲイリー・ハルヴォーソン | 原案: グレゴリー・S・マリンズ 脚本: ブライアン・バックナー & セバスチャン・ジョーンズ                 | 2001年5月10日  | 226420       | 17.23               |
| チャンドラーはモニカの要求に応じて疎遠になっていた彼の父親（キャスリーン・ターナー）との和解を試みる。2人はチャンドラーの父親が開催するドラッグショーに参加し、チャンドラーは彼と和解して結婚式に招待する。運転が荒いことで知られるレイチェルはロスと一緒にモニカのポルシェに乗る。レイチェルは無免許運転を警察官から咎められるが、上手くかわして罰金を免れる。その後今度はロスが低速運転のために警察官から止められるとレイチェルと同じ方法を使うが失敗する。ジョーイはフィービーから男らしさについてのアドバイスを貰い、女性用の下着を試着する。 |               |                                                                             |                                                  | |                |              |                     |
| 169170 | 2324          | "ベスト"フレンズ"ウエディング" "The One with Monica and Chandler's Wedding" | ケヴィン・S・ブライト                            | グレゴリー・S・マリンズマルタ・カウフマン & デヴィッド・クレーン                                      | 2001年5月17日  | 226422226423 | 30.05               |
| 映画の出演が決まったジョーイはやたらとつばを飛ばす有名俳優（ゲイリー・オールドマン）から発声技術を教わる。その後ジョーイはモニカとチャンドラーの結婚式と仕事の日が重なっていることを知る。チャンドラーは結婚のプレッシャーに耐えられなくなり、式の前日に逃げ出す。フィービーはトイレのゴミ箱から誰かの陽性の妊娠テストを発見し、それがモニカの物であると考える。ジョーイは撮影が1つのシーンのみであることを知って安堵するが、共演者が酔っ払って長引いたために結婚式に出席できないものだと焦り始める。チャンドラーは見つかるが、フィービーがモニカの妊娠のことを話しているのを聞くと再び姿を消す。その後チャンドラーは再び現れ、父親になることを自覚する。ジョーイは出番ギリギリで出演映画の衣裳を着たまま式場に到着する。モニカとチャンドラーはフー・ファイターズの曲「エヴァーロング」をバックに結婚する。最後の場面で妊娠したのはレイチェルであることが暗示される。 |               |                                                                             |                                                  | |                |              |                     |

### スペシャル
| スペシャル 話数                                      | タイトル                               | 放送日        | US 視聴者数 (百万人) |
| ---------------------------------------------------- | -------------------------------------- | ------------- | -------------------- |
| S01                                                  | "Friends: The Stuff You've Never Seen" | 2001年2月15日 | 22.50                |
| コナン・オブライエン司会による20分のスペシャル番組。 |                                        |               |                      |